# Piaski (Petite-Pologne)
Pour les articles homonymes, voir Piaski.
Piaski est une localité polonaise de la gmina de Żabno, située dans le powiat de Tarnów en voïvodie de Petite-Pologne.